# Massacre de la rue Haxo
Le massacre de la rue Haxo est la fusillade de cinquante otages le 26 mai 1871, rue Haxo, pendant la Semaine sanglante, par la Commune de Paris, sur ordre du colonel Émile Gois.

## Contexte historique
Le 5 avril 1871, après le début des combats opposant communards (ou fédérés) et versaillais, la Commune adopte le « décret sur les otages », qui déclare : « Toute exécution d'un prisonnier de guerre ou d'un partisan du pouvoir régulier de la Commune sera, sur le champ, suivie de l'exécution d'un nombre triple d'otages qui seront désignés par le sort » ; un jury d'accusation doit au préalable trancher sur la culpabilité des prisonniers pour qu'ils puissent être considérés comme otages. Quelques dizaines de personnes sont arrêtées, essentiellement des gendarmes et des prêtres, parmi lesquels l'archevêque de Paris, Georges Darboy. Le décret a pour conséquence directe de suspendre les exécutions d'otages communards par les Versaillais et n'est pas mis en application lorsque celles-ci reprennent.
Entre le 9 avril et le 12 mai, la Commune propose à de nombreuses reprises à Adolphe Thiers d'échanger, d'abord l'archevêque seul, puis l'ensemble des 74 otages, contre Auguste Blanqui, leader socialiste retenu prisonnier hors de Paris. Thiers refuse. Il sait qu'il a l'avantage militaire et ne souhaite pas libérer Blanqui, qu'il considère comme un chef militaire dangereux. Il affirme publiquement que la Commune n'aura pas le courage de s'en prendre à l'archevêque ; il sait aussi que le martyre des otages offrirait un avantage politique à son camp.

## Déroulement

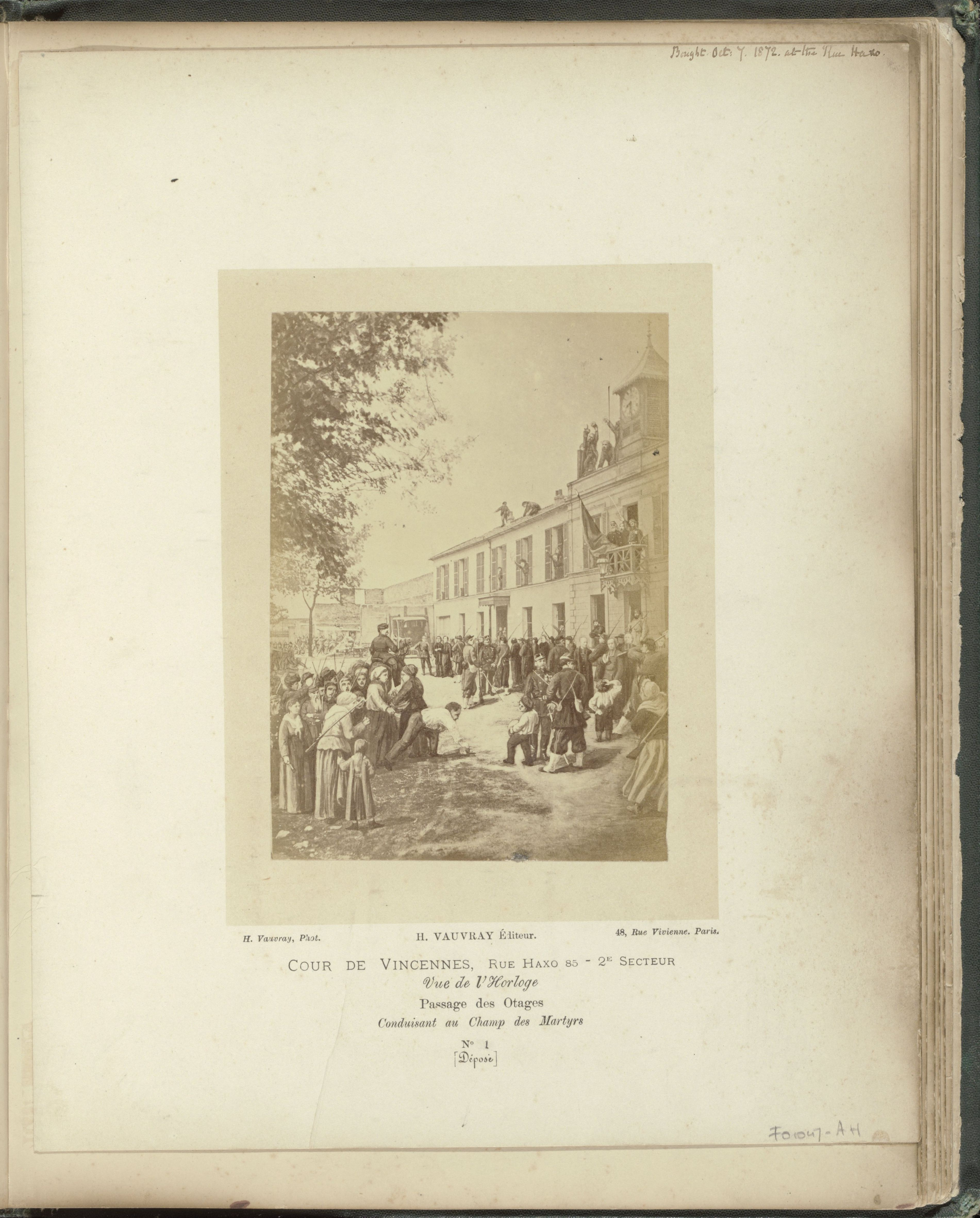
Passage des Otages Conduisant au Champ des Martyrs.

À l'entrée des troupes versaillaises dans Paris le 21 mai, celles-ci se livrent à des exécutions sommaires et les communards tués se comptent par milliers. En réponse, des prisonniers et civils sympathisants ou supposés sympathisants de Versailles sont massacrés par les fédérés. Le 23 mai, Gustave Chaudey est fusillé. Dans la nuit du 24 au 25 mai, six otages sont exécutés, parmi lesquels l'archevêque Georges Darboy et le premier président de la Cour de cassation Louis-Bernard Bonjean. D'autres otages sont exécutés dans l'Est parisien.
Des otages étaient enfermés dans la prison de la Roquette. Cependant, à cause de la progression des troupes versaillaises lors de la Semaine sanglante, des officiers blanquistes prennent l'initiative de faire évacuer, par la menace, cinquante otages vers le quartier de Belleville. Le 26 mai, le colonel Émile Gois, sous les ordres de Raoul Rigault, prend la décision de les exécuter,,,.
Les prisonniers marchent dans les rues de Paris, suivis par une foule de plus en plus furieuse. Ils sont finalement amenés dans la cour du quartier-général de la garde nationale de la rue Haxo. Les otages sont fusillés dix par dix, en dépit de l'opposition de plusieurs dirigeants de la Commune présents sur les lieux, notamment Varlin et Vallès. Les exécutions durent environ un quart d'heure, pendant lequel le désordre est extrême.

## Victimes

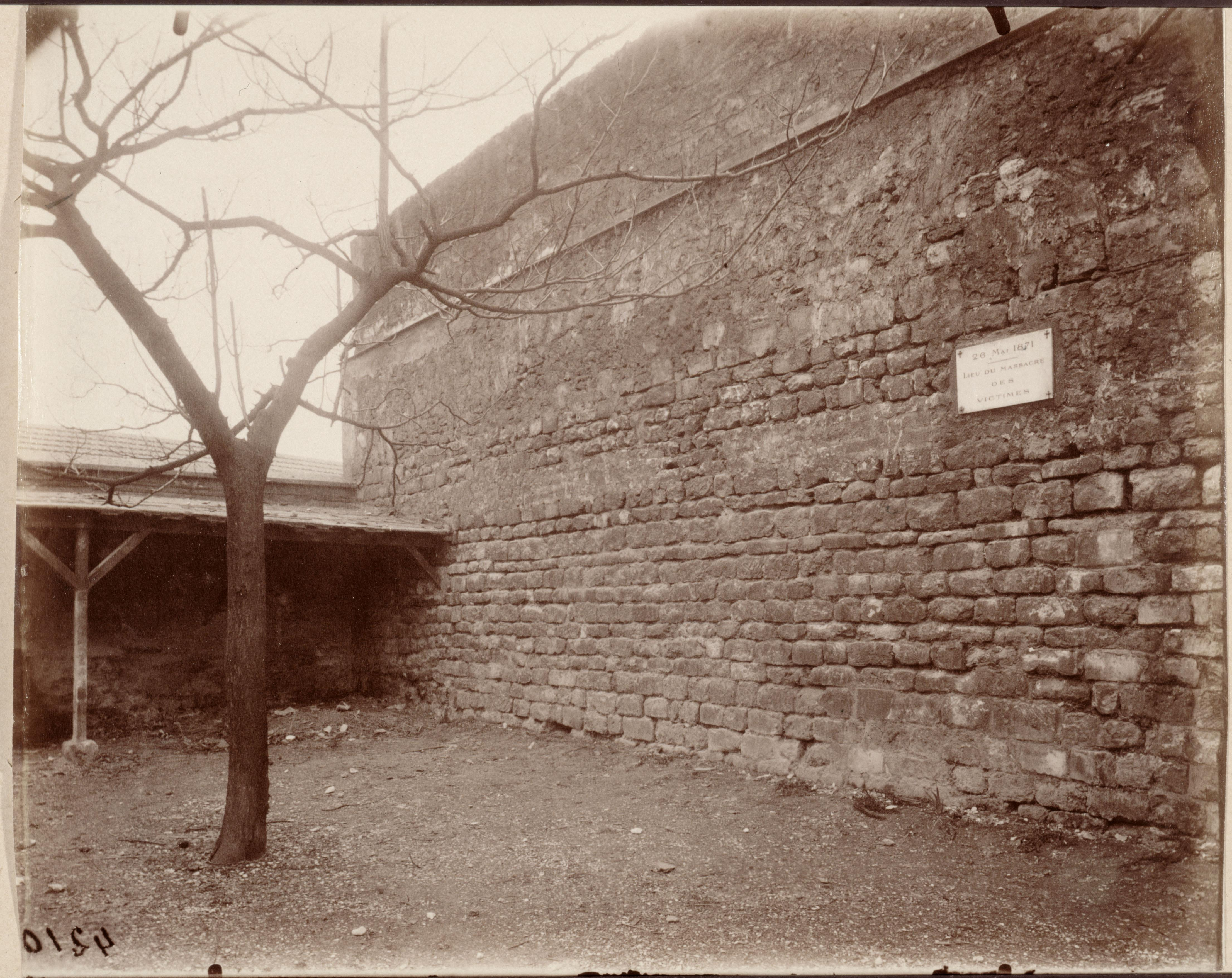
Lieu du massacre des otages de la rue Haxo (Eugène Atget).

Les exécutions de la rue Haxo font 50 morts, dont 36 gardes ou gendarmes, 10 prêtres et religieux, dont des jésuites, et quatre militants blanquistes identifiés comme informateurs de la police,. 
Parmi eux, les Pères Jésuites Pierre Olivaint, Jean Caubert, Anatole de Bengy, les Pères de Picpus Ladislas Radigue, Polycarpe Tuffier, Marcellin Rouchouze et Frézal Tardieu, un Père des Religieux de Saint Vincent de Paul Mathieu-Henri Planchat, l'abbé Jean-Marie Sabattier vicaire à N.-D. de Lorette, l'abbé Paul Seigneret, séminariste du séminaire Saint Sulpice,.
Au total, 85 personnes sont exécutées sommairement dans Paris. Les corps sont jetés dans une fosse commune au cimetière de Belleville où se trouve une stèle avec les noms de l'ensemble des otages. Plus tard, les corps des religieux sont exhumés.

## Commémoration

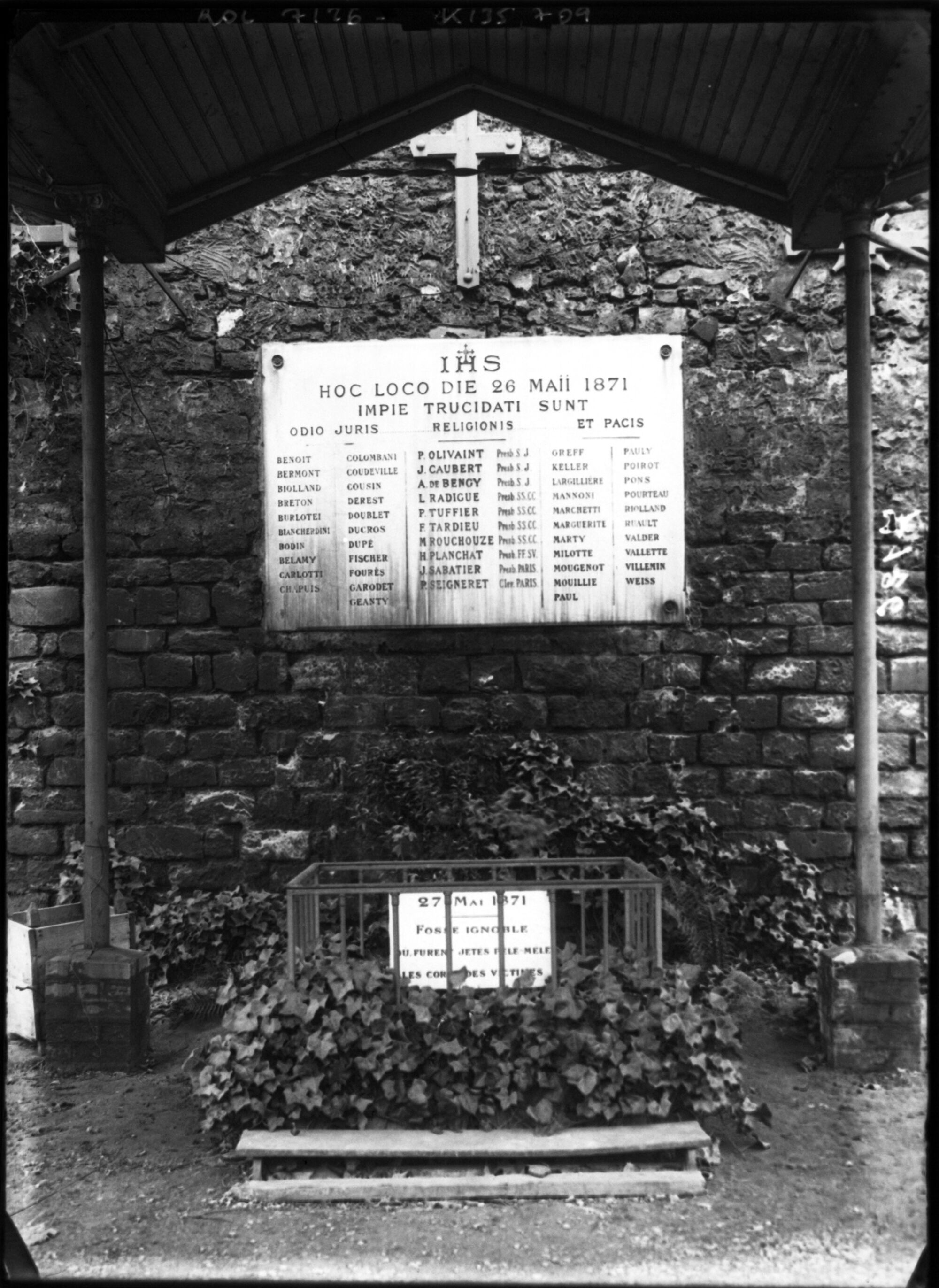
Plaque commémorative des fusillés de la villa des Otages au cimetière de Belleville.

Une plaque commémorative des fusillés de la villa des Otages fut posée en 1871 au cimetière de Belleville,. Par ailleurs, un obélisque fut édifié dans ce cimetière à la mémoire des quarante gardes nationaux, près de leurs tombes.
Lors du centenaire de la Commune de Paris, l'ancien chef MRP du gouvernement Georges Bidault demande à l'archevêque de Paris, le cardinal François Marty, d'organiser un service solennel à la mémoire des otages. Celui-ci refuse, en rappelant la répression versaillaise sur le peuple parisien : « Il est tentant de s'annexer les victimes et de leur faire dire son propre discours ; je ne peux oublier la mort tragique de l'archevêque Darboy et des otages qui ont été fusillés en mai ; je ne peux oublier la mort tragique de milliers de Parisiens, morts de faim, morts dans les combats, morts dans la répression. » Sa déclaration va dans le sens d'une réconciliation parisienne. Il part ensuite prier dans le diocèse natal de Darboy à Langres. Georges Bidault, associé au maurrassien Pierre Debray, tente à nouveau de faire célébrer une messe mémorielle, cette fois-ci à l'église Saint-Thomas-d'Aquin. Elle est cependant annulée par le curé qui réprouve la politisation de l'événement.
Au cent-cinquantenaire, le 29 mai 2021, une procession organisée par l’archevêque de Paris, Michel Aupetit, et le curé de la paroisse Notre-Dame des Otages, en hommage aux prêtres et religieux tués pendant la Commune, est prise à partie par des manifestants qui revenaient de célébrer la mémoire des communards au mur des Fédérés, au cimetière du Père-Lachaise. L'organisation de la procession en hommage aux victimes religieuses de la Commune suscite une controverse au sein des catholiques français,,.

## Béatifications
Parmi les fusillés de la rue Haxo, quatre religieux des Pères de Picpus : Ladislas Radigue, Polycarpe Tuffier, Marcellin Rouchouze et Frézal Tardieu et le Père des Religieux de Saint Vincent de Paul : Mathieu-Henri Planchat, sont reconnus martyrs par l'Eglise catholique le 25 novembre 2021, ce qui ouvre la voie à leur béatification, célébrée le 22 avril 2023 à l'église Saint-Sulpice de Paris.